# Graeme Reid
Graeme Reid (né le 15 juin 1948) est un joueur de hockey sur gazon australien. Il participe aux Jeux olympiques d'été de 1972 et aux Jeux olympiques d'été de 1976. En 1976, il remporte la médaille d'argent de la compétition.

## Palmarès

### Jeux olympiques
- Jeux olympiques de 1976 à Montréal,  Canada
  -  Médaille d'argent.